# 麥克唐納峰

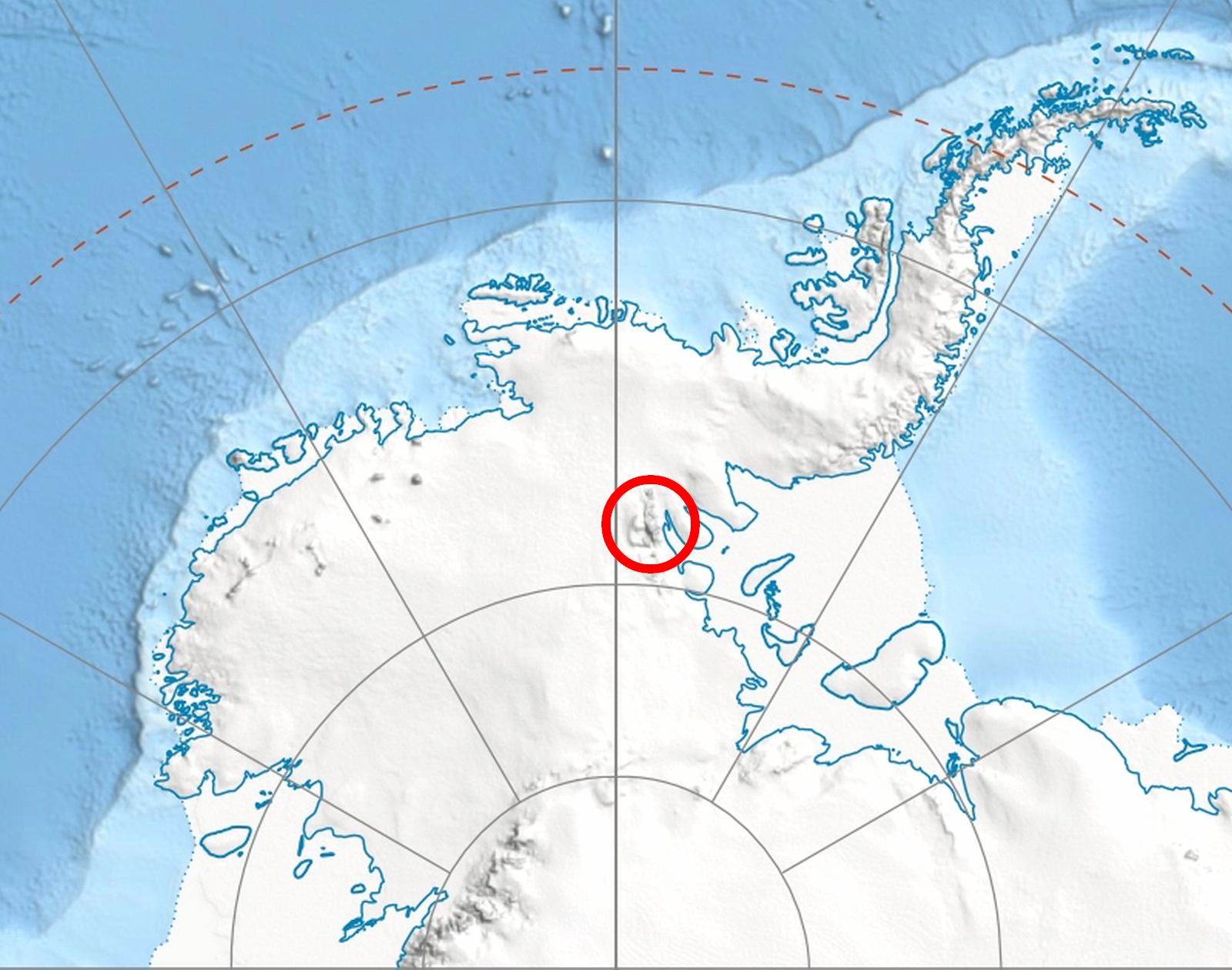

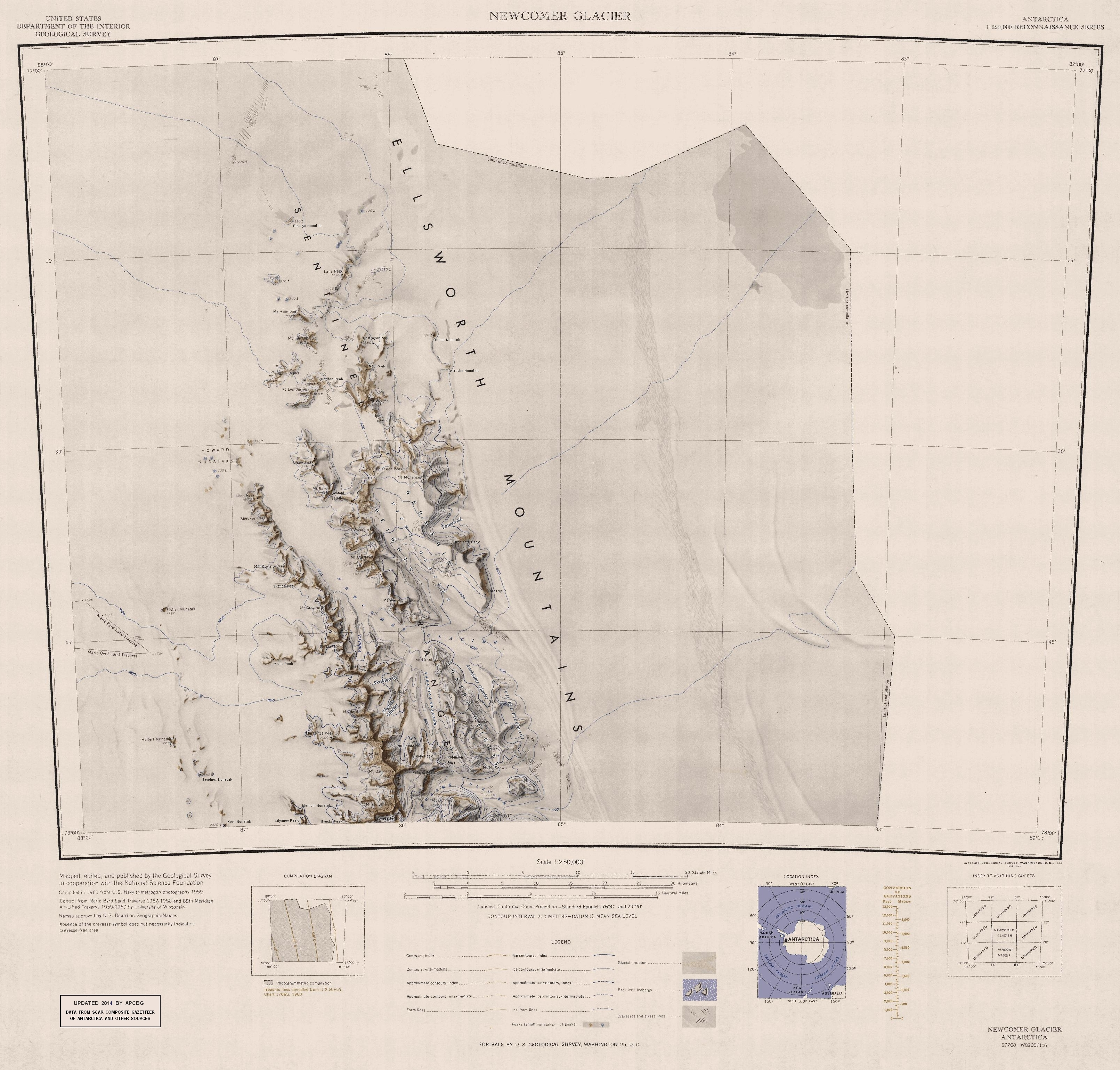

77°40′S 86°40′W / 77.667°S 86.667°W
麥克唐納峰（英語：MacDonald Peak），是南極洲的山峰，位於埃爾斯沃思地，處於肖基峰和克勞福德山之間，屬於埃爾斯沃思山脈中森蒂納爾嶺的一部分，海拔高度1,940米，現時由南極條約體系管理。